# Aquecimento desportivo

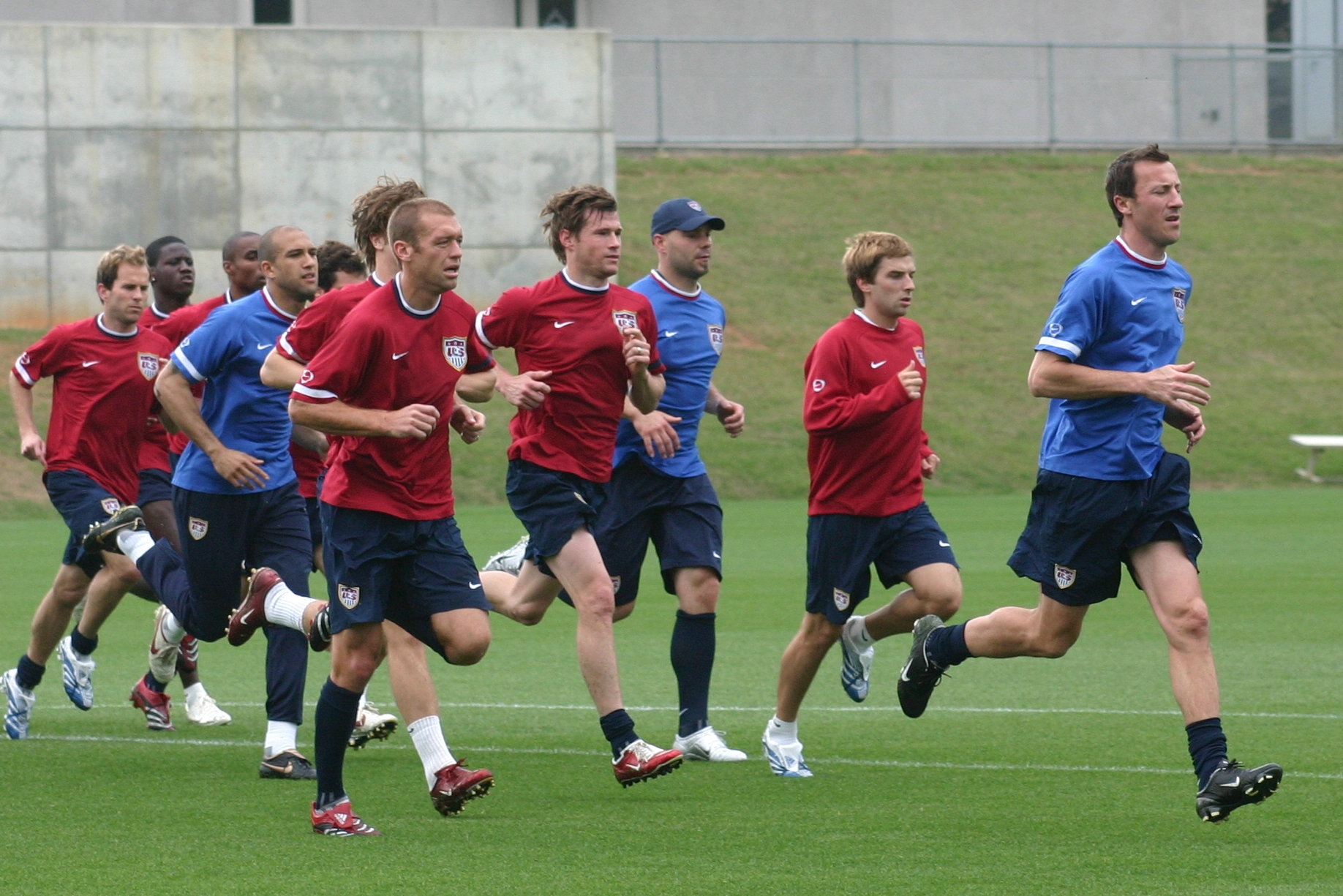
(ex) Aquecimento antes de uma partida de futebol

Aquecimento é uma técnica normalmente praticada pela maioria das pessoas antes de qualquer atividade física, desportivas ou de exercícios físicos. Consiste em aumentar gradualmente a intensidade da atividade física, incrementando também a temperatura corporal. O aquecimento é importante para evitar lesões na hora de fazer exercícios.

## A importância do aquecimento.
O principal objetivo do aquecimento é preparar o organismo para o desporto,  seja em treinamento ou na competição . Ele obtém o estado ideal psíquico e físico como o aumento da temperatura corporal o preparo para os movimentos ágeis e bruscos e principalmente prevenir lesões e dores musculares .
Existem dois tipos de aquecimento: o geral e o específico. O aquecimento geral deve possibilitar um funcionamento ativo do organismo como um todo. Para isso devemos fazer exercícios que utilizam de grandes grupos musculares. Correr é um bom exemplo.
Já o aquecimento específico utiliza exercícios específicos para uma determinada modalidade. Aqui, os exercícios devem utilizar a  musculatura exigida no desporto que será feito em seguida. Nota-se que o  aquecimento específico deve ser feito após o aquecimento geral. 

## Aquecimento em geral
Os principais objetivos fisiológicos do aquecimento geral são: obter um  aumento da  temperatura corporal, da temperatura da musculatura e preparação  do sistema cardiovascular e pulmonar para a atividade e o desempenho.
Devemos elevar a  temperatura corporal, pois ao atingir a temperatura ideal,  as reações fisiológicas importantes para o desempenho motor ocorrem nas  proporções adequadas para aquela determinada atividade.
A velocidade do metabolismo aumenta em função da temperatura, aumentando 13% para cada grau de temperatura. O aumento da irrigação dos tecidos garante um melhor suprimento de oxigênio e substratos ao tecido. Quando o metabolismo está alto, torna as reações químicas mais rápidas e mais eficientes.
No lado preventivo, o aumento da temperatura resulta em uma redução da  resistência elástica e da resistência do atrito. A musculatura, os ligamentos e os tendões tornam-se mais elásticos tornando-se menos  suscetíveis a lesões ou rupturas.
Há também modificações importantes nas  articulações, devido a uma série de mecanismos. As articulações aumentam a  produção de líquido sinovial -o líquido que fica dentro das articulações-,  tornando-se mais resistentes à a temperatura muscular. Existe uma diferença na vel características  similares ao da manhã.
- Modalidade esportiva

Deve ser realizado de acordo com a modalidade praticada. Neste ponto ainda devemos prestar atenção nas características individuais do esporte.
- Temperatura ambiente

Em tempos quentes o aquecimento deve ser reduzido, em dias frios ou chuvosos o tempo do aquecimento deve ser alongado.
- Momento do Aquecimento

O intervalo ideal entre o final do aquecimento e o início da atividade é de depende de quem for ou o que vai fazer .
O efeito do aquecimento perdura de 20 a 30 minutos. Após 35 minutos temperatura corporal já retomou sua temperatura de repouso.
obs: depois do exercício não adianta tomar banho para esfriar, o calor vai permanecer o ideal é esperar o corpo esfriar pra tomar banho. 